# Hugo van den Berg
Hugo van den Berg (Hulshorst, 1990. május 23. –) holland motorversenyző, legutóbb a MotoGP 125 köbcentiméteres géposztályában versenyzett.
A világbajnokságon 2005-ben mutatkozhatott be, szabadkártyásként. A következő években, bár teljes szezonra szóló szerződéseket kapott, mindössze egy pontot tudott szerezni, a hazai, holland versenyen.